# Phellus piliferus
Phellus piliferus är en tvåvingeart som beskrevs av Dakin och Fordham 1922. Phellus piliferus ingår i släktet Phellus och familjen rovflugor. Inga underarter finns listade i Catalogue of Life.